# Сюрреалізм

«Постійність пам'яті» (1931) Сальвадора Далі

Сюрреалі́зм (фр. surrealisme — «надреалізм») — напрям у мистецтві XX століття, якому властиві звернення до підсвідомих образів, звільнення від панування раціонального мислення, використання оптичних ілюзій та парадоксальне поєднання форм. Виник після Першої світової війни у Франції в 1920-ті роки та активно розвивався до початку Другої світової війни.

## Історія розвитку

«Перспектива мадам Рекам'є» Рене Магрітта, 1951

Сюрреалізм виник в середовищі французьких дадаїстів, які відображали своїм мистецтвом відчуття абсурдності світу, розчарування в цінностях та ідеалах, що панували до Першої світової війни, проте не змогли її відвернути і навіть посприяли їй. Засновником сюрреалізму вважається французький письменник Андре Бретон (фр. André Breton), що в 1924 році створив «Маніфест сюрреалізму». Проте виразні сюрреалістичні риси вперше прослідковуються в художника Джорджо де Кіріко ще до 1917 року. Твердження фрейдизму, що підсвідомі образи й процеси, а не раціональне мислення, визначають поведінку людину, зумовило звернення сюрреалістів до «сну наяву», змінених станів свідомості, вдавання до автоматичного письма. «Маніфест сюрреалізму» закликав звільнити людське «Я» від обмежень матеріалізму й логіки, що перетворюють людину на механізм, чим створити нове, більш правдиве мистецтво, та запобігти майбутнім суспільним потрясінням.
Основними представниками сюрреалізмі в літературі були Андре Бретон, Антонен Арто, Артюр Рембо. До сюрреалістичної прози зараховують деякі твори Франца Кафки.
В сюрреалістичному живописі швидко виділилося два напрями: з вільними, часто абстрактними формами (Макс Ернст, Андре Массон, Жуан Міро), та з візуально правдоподібним формами, які проте відтворюють ірреальні, абсурдні образи (Сальвадор Далі, Рене Магрітт, Поль Дельво). В 1932 до сюрреалістів приєдналася художниця і скульпторка Мерет Оппенгейм, а згодом художниця Фріда Кало.
Паралельно розвивалася сюрреалістична фотографія з використанням фотомонтажу, оптичних ефектів при зйомці. Її представниками були Ман Рей, Моріс Табард, Дора Маар. Першим сюрреалістичним фільмом вважається «Мушля і священик» (1928) Жермен Дюлак, хоча більш відомим став «Андалузький пес» (1929) Сальвадора Далі.
Сюрреалізм дав поштовх до виникнення і розвитку магічного реалізму, фантастичного реалізму, попарту. Йому завдячують виникненням також гепенінг та перформанс. У 1960-х і 1970-х роках виникає так званий неосюрреалізм, що включає візуальні елементи, подібні або запозичені з сюрреалізму. Неосюрреалізм близький до магічного реалізму, фантастичного та візіонерського мистецтва.

## Характерні риси

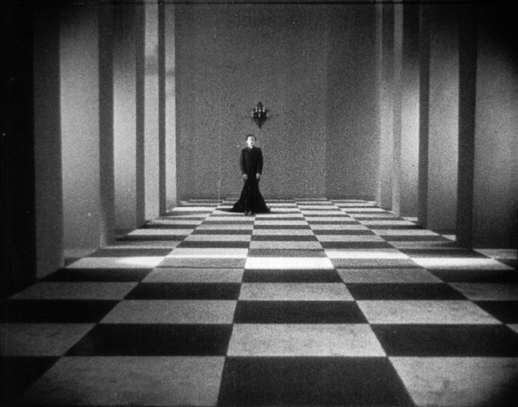
Кадр з «Мушля і священник» (1928) Жермен Дюлак

Сюрреалізм заперечує прийняті суспільні форми сучасного життя, технічної цивілізації, культури, моральних засад, під впливом Зигмунда Фрейда пропагує психічний анархізм, автоматизм вислову, звільнення від контролю розуму, спонтанність підсвідомості. Митцю-сюрреалісту слід спиратися на досвід несвідомого вираження духу — сни, галюцинації, марення, інтуїцію, аби проникнути по той бік свідомості, осягнути нескінченне й вічне. Прийоми сюрреалізму (зображення надреального, містичні мотиви, елементи фантастики, жахи, спотворене людське тіло) використовуються в «театрі абсурду».

## Сюрреалізм в українській культурі

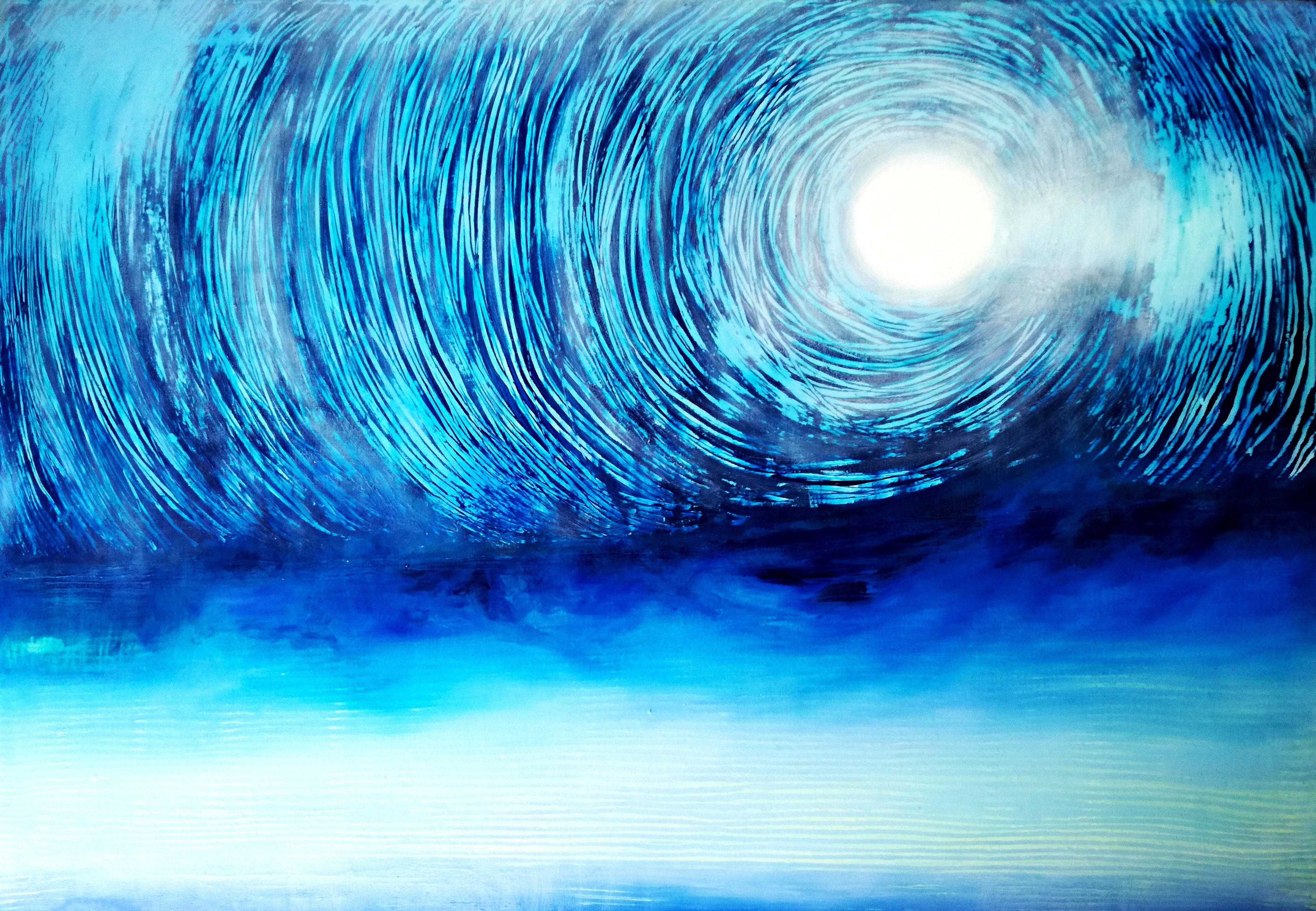
«Апофеоз» (2014) Джованні Гвіда

В українській поезії риси сюрреалізму мали вірші Василя Хмелюка, частково Богдана-Ігора Антонича, з 1950-х роках найсильніші в поезії і прозі Емми Андієвської (творення «надреальної» мови), Юрія Тарнавського і письменників молодого покоління. Сюрреалізм є стильовою домінантою у творах (новели і повість «Пазл пазлів» з книги «Supraphon», романи «Коростишівський Платонов» та «Прихована фортеця») Олександра Клименка, з цього приводу письменник зазначає: «Моностилістики в чистому вигляді не існує, жоден зі стилів не може претендувати на вичерпність. Сентименталізм чи дадаїзм мені не менш цікаві, аніж експресіонізм; реалізм, посилений чуттєвим сприйняттям дійсності, у моєму розумінні, наближається до сюрреалізму, котрий знову повертає обличчям… до оновлених реалій».
З українських митців риси сюрреалізму мають твори Михайла Андрієнка, скульптура пізнього Олександра Архипенка, фото Лариси Звездочотової, інсталяції Таї Галаган, Іллі Чичкана, Василя Рябченка, Дар'ї Шевцової, Сергія Браткова.